# 博陵郡 (东汉)
博陵郡，是中国东汉时设置的郡。桓帝延熹元年（158年）置，治所在博陵县（今河北省蠡县蠡吾镇南）。属冀州。建安末省。辖境相当今河北省深州、安平、饶阳及安国等市县地。

## 历史沿革
博陵郡是桓帝延熹元年（158年）置，一说本初元年（146年）置，但王鸣盛、周振鹤等均认为本初元年说误，延熹元年为正确。
博陵郡约领有蠡吾、安平、安国、南深泽、高阳、博陵6县，是分原来的中山郡、安平郡、河间郡而置的，北新城及饶阳两县是否属于博陵郡还有待考证。建安十八年（213年），徙封赵王刘珪为博陵王，改为博陵国，曹魏时国除，变回博陵郡。西晋时，再改置为博陵国，治安平。北魏时再改为郡，治所在鲁口城（今饶阳县），属定州。北齐天保年间又徙治回安平（即今河北省安平县），而将饶阳县治迁至故治西南的鲁口城，领安平、饶阳两县，其余县均废入上述两县。北周因之。隋朝开皇三年（583年）废。大业及唐朝天宝、至德时又曾改定州为博陵郡，治安喜县（今定州市），下辖安喜县、陉邑县、新乐县、恒阳县、唐县、北平县、深泽县、望都县、义丰县、无极县、鼓城县。乾元元年（758年），天下郡改州，博陵郡废。
唐朝博陵郡太守
- 杨献（天宝年间）
- 郑宏之（天宝年间）
- 贾循（746年—752年）
- 张万顷（755年）
- 王俌（755年）
- 张献诚（755年）[14]